# Kira & The Kindred Spirits
Kira & The Kindred Spirits var en dansk rockgruppe dannet i 2001 af forsanger og guitarist Kira Skov. Gruppen spillede rock og var kendt for at være et velfungerende og energisk koncertband. Den blev opløst i 2007.
Den musikalske påvirkning stammede fra blandt andet Janis Joplin, Tom Waits, Rolling Stones og Nick Cave.
Gruppens sammensætning varierede siden dannelsen. På det første album medvirkede både Laust Sonne og Johan Lei Gellett (der også producerede albummet) således på trommer, ligesom Frederik Damsgård spillede bas på flere numre. Også engelske Orson Wajih har spillet bas i gruppen. De sidste år var besætningen imidlertid konstant, og det var i nedenstående form, at gruppen blev et kendt og respekteret scenenavn.
Ved Danish Music Awards 2006 var Skov nomineret til prisen som Årets Sangerinde, og gruppens andet album, This Is Not An Exit, var nomineret til Årets Danske Rock Udgivelse. Igen i 2007 var Skov nomineret itl pårisen for Årets Danske Sangerinde ved DMA.

## Medlemmer
- Kira Skov (sang, guitar)
- Jesper Lind (trommer)
- Rune Kjeldsen (guitar)
- Nicolai Munch-Hansen (bas)

## Diskografi
- Happiness Saves Lives (2002)
- This Is Not An Exit (2005)
- Kira & The Kindred Spirits (album) (2006)